# 中十余二
中十余二（なかとよふた）は、千葉県柏市の地名。郵便番号は277-0873。

## 地理
柏市西部に位置する。十余二・青田新田・柏の葉と隣接する。4ヶ所に分かれた地域となっており、最も北にある常磐自動車道柏IC近辺が最も大きい地域となっている。北の地域が工業地域、北東、東、南の地域はつくばエクスプレス沿線地域の開発に伴う柏北部中央地区一体型特定土地区画整理事業施行地域となっており、北東の地域は「こんぶくろ池北地区」、東・南の地域は「柏の葉キャンパス駅周辺地区」）として開発が行われている。全域が字元山に属し、中十余二字元山となっている。

## 歴史
元は十余二の一部であった。1949年（昭和24年）に東葛飾郡田中村大字十余二のうち旧柏飛行場区域を中十余二として分離、誕生したが、1990年（平成2年）に中十余二の大部分を柏の葉一丁目～六丁目に分離し、残部は4ヶ所に分裂した。

### 沿革
- 1949年（昭和24年）4月1日 東葛飾郡田中村大字十余二のうち旧柏飛行場区域を、中十余二として分離。
- 1954年（昭和29年）
  - 9月1日 東葛飾郡田中村が同郡柏町、小金町、土村と合併、東葛市となる。
  - 11月15日 東葛市が柏市に改称。
- 1970年（昭和45年） 中十余二の一部を流山市駒木新田に編入。
- 1971年（昭和46年） 中十余二の一部を新十余二に分離。
- 1990年（平成2年）3月24日 中十余二の大部分を柏の葉一丁目～六丁目に分離。地域は4ヶ所に分裂する。
- 2018年（平成30年）9月22日 - 柏インター第一地区土地区画整理事業に伴い、中十余二の一部を分離し、柏インター南を設置[6]。

## 世帯数と人口
2018年（平成30年）10月31日現在の世帯数と人口は以下の通りである。
| 大字     | 世帯数 | 人口 |
| -------- | ------ | ---- |
| 中十余二 | 18世帯 | 27人 |

## 小・中学校の学区
市立小・中学校に通う場合、学区は以下の通りとなる。
| 番地                                            | 小学校             | 中学校           |
| ----------------------------------------------- | ------------------ | ---------------- |
| 201番地3・4 207〜211番地12 361番地 387〜398番地 | 柏市立柏の葉小学校 | 柏市立西原中学校 |
| その他                                          | 柏市立十余二小学校 | 柏市立西原中学校 |

## 施設
- 新柏倉庫柏インター倉庫
- 近鉄ロジスティックスシステムズ柏営業所